# Grand Prix automobile de Russie
Le Grand Prix automobile de Russie est une épreuve automobile qui, à la suite d'un contrat signé entre Bernie Ecclestone et Vladimir Poutine, compte pour le championnat du monde de Formule 1 depuis 2014.
Elle a lieu pour la première fois le 12 octobre 2014 à Adler, au bord de la Mer Noire, sur un circuit conçu par Hermann Tilke qui serpente au milieu des installations du Parc olympique de Sotchi où se sont déroulés, en février de la même année, les XXIIes Jeux olympiques d'hiver. Mercedes Grand Prix n'a jamais été battu en course sur ce circuit en huit éditions, de la première en 2014 à celle de 2021.
Alors que le Grand Prix de Russie devrait quitter, en 2023, l'autodrome de Sotchi pour Saint-Pétersbourg, sur une nouvelle piste nommée Igora Drive, la Formule 1 annonce en mars 2022 qu'elle ne se rendra plus en Russie, rompant son contrat avec les promoteurs de ce Grand prix, en raison de l'invasion de l'Ukraine par la Russie.

## Historique

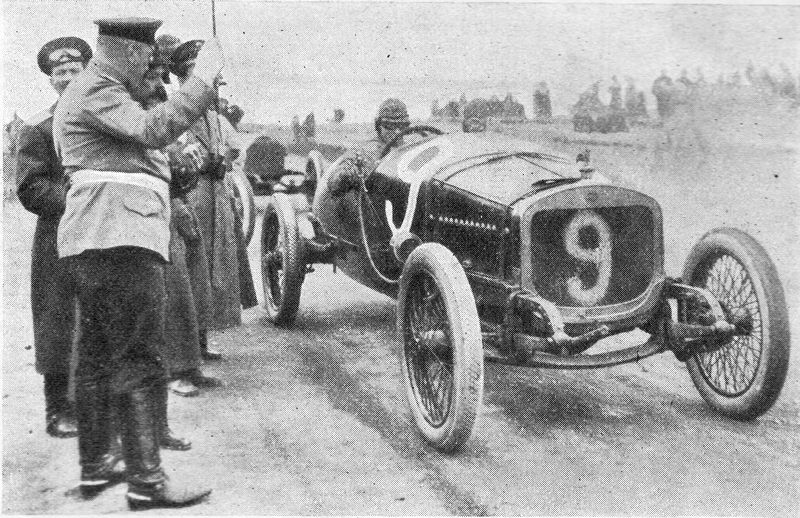
Ivanov sur Russo-Balt C24/58 4 cyl., au premier Grand Prix de Russie 1913.

Le Grand Prix de Russie fut couru deux fois, en 1913 (troisième alors le français René Nothombe, sur Métallurgique) et 1914, à Saint-Pétersbourg, puis abandonné en raison de la Première Guerre mondiale et de la guerre civile russe.
Des années 1960 à 2010, on ne compte pas moins de sept tentatives d'organiser un Grand Prix de Formule 1 en Union soviétique puis en Russie.
En 1982, Bernie Ecclestone sollicite Léonid Brejnev et obtient l'accord de celui-ci pour organiser, en août 1983, à Moscou, sur le mont Lénine, l'actuel Mont-aux-Moineaux, un Grand Prix d'URSS. Mais le projet échoue à la suite de la mort de Leonid Brejnev et celle du vice-président de la Fédération internationale de sport automobile.
En 2010, année durant laquelle le premier pilote russe, Vitaly Petrov, débute en Formule 1, le projet d'un Grand Prix en Russie à Sotchi en 2014, refait surface ; Bernie Ecclestone, grand argentier de la Formule 1, confirme l'accord avec le premier ministre russe Vladimir Poutine.
Fin 2013, le calendrier de la saison 2014 de Formule 1, confirme la tenue du Grand Prix de Russie en 2014.
Deux mois avant le Grand Prix, la Fédération internationale de l'automobile déclare le circuit prêt à accueillir un Grand Prix.

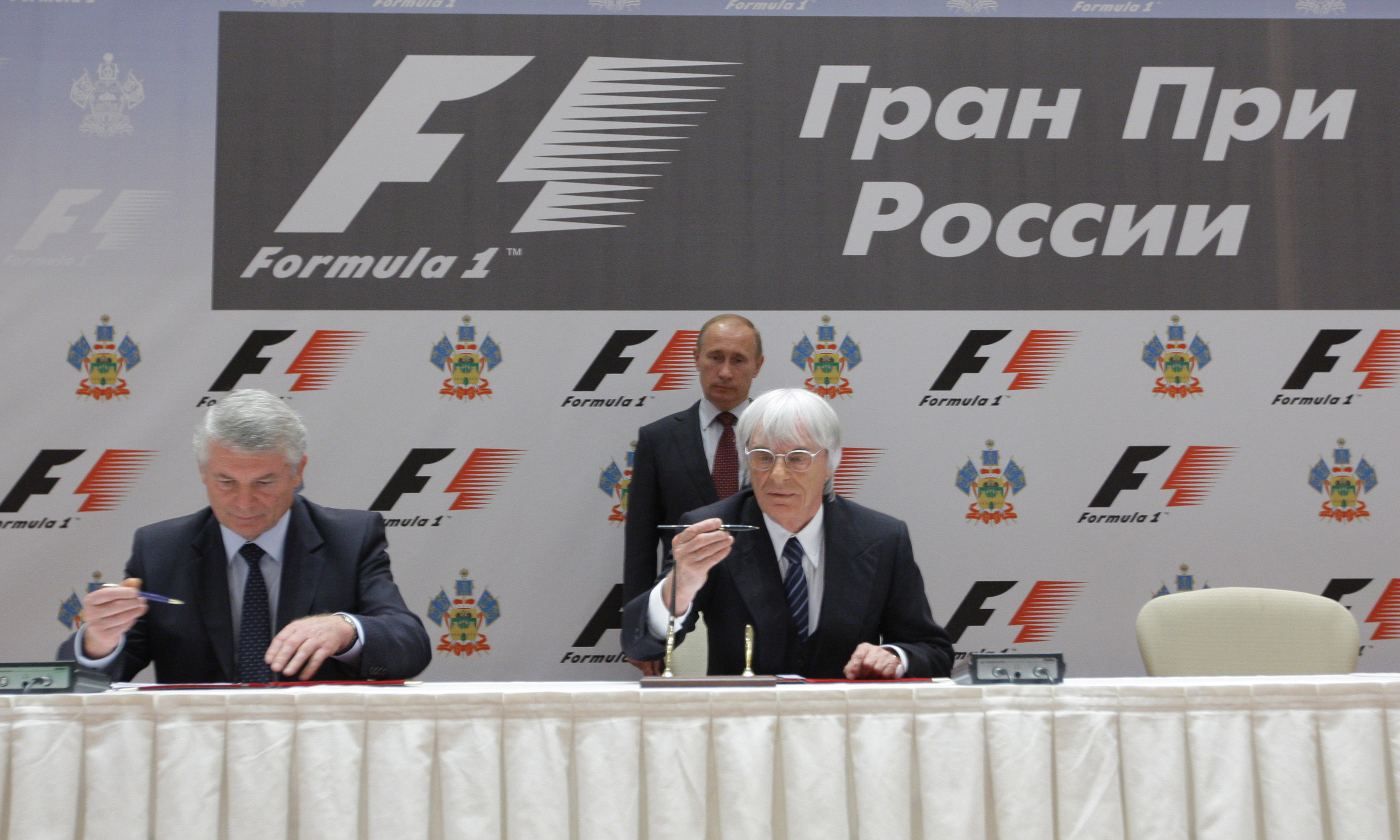
Le 14 octobre 2010, Bernie Ecclestone confirmant la tenue d'un Grand Prix de Russie.

Depuis 2014 le Grand Prix de Russie a connu a connu neuf éditions disputées sur l'Autodrome de Sotchi. À partir de 2023, il devrait avoir lieu dans les environs de Saint Petersbourg (à 54 km de la ville créée par Pierre Ier le Grand et à 150 km de la frontière finlandaise) sur un circuit dessiné par Hermann Tilke, développé sur 100 hectares avec de nombreuses configurations différentes, et baptisé « Igora Drive ».
À la suite de l'invasion de l'Ukraine par la Russie le 24 février 2022 et de l'ensemble des sanctions et contre-sanctions gouvernementales, notamment l'interdiction par le pouvoir russe de survol de son territoire par tout appareil lié au Royaume-Uni (où sont basées la plupart des écuries), le Grand Prix de Russie programmé à Sotchi en dix-septième manche du championnat 2022 le 25 septembre est annulé. Sebastian Vettel et Max Verstappen avaient déjà annoncé leur intention de ne pas s'y rendre. Au lendemain de l'attaque, Liberty Media annonce sa décision, expliquant dans un communiqué : « Le championnat du monde de Formule 1 de la FIA se rend dans tous les pays du monde avec une vision positive pour unir les peuples et rassembler les nations. Nous observons les événements en Ukraine avec tristesse et choc, en espérant une résolution menant à la paix par rapport à la situation actuelle. » Le jeudi soir, la Formule 1, la FIA et les équipes concluent, en tenant compte également de l’avis des parties prenantes concernées, qu'il est impossible d'organiser le Grand Prix de Russie dans ces circonstances.
Quelques jours plus tard, le 3 mars, la Formule 1 va plus loin, confirmant : « avoir mis fin à son contrat avec le promoteur du Grand Prix de Russie, ce qui signifie que la Russie n'accueillera pas de course à l'avenir ». Le contrat qui courait jusqu'en 2025 est donc rompu, et le Grand Prix de Russie qui aurait eu lieu dès 2023 à Igora Drive n'existe plus jusqu'à nouvel ordre.

## Palmarès

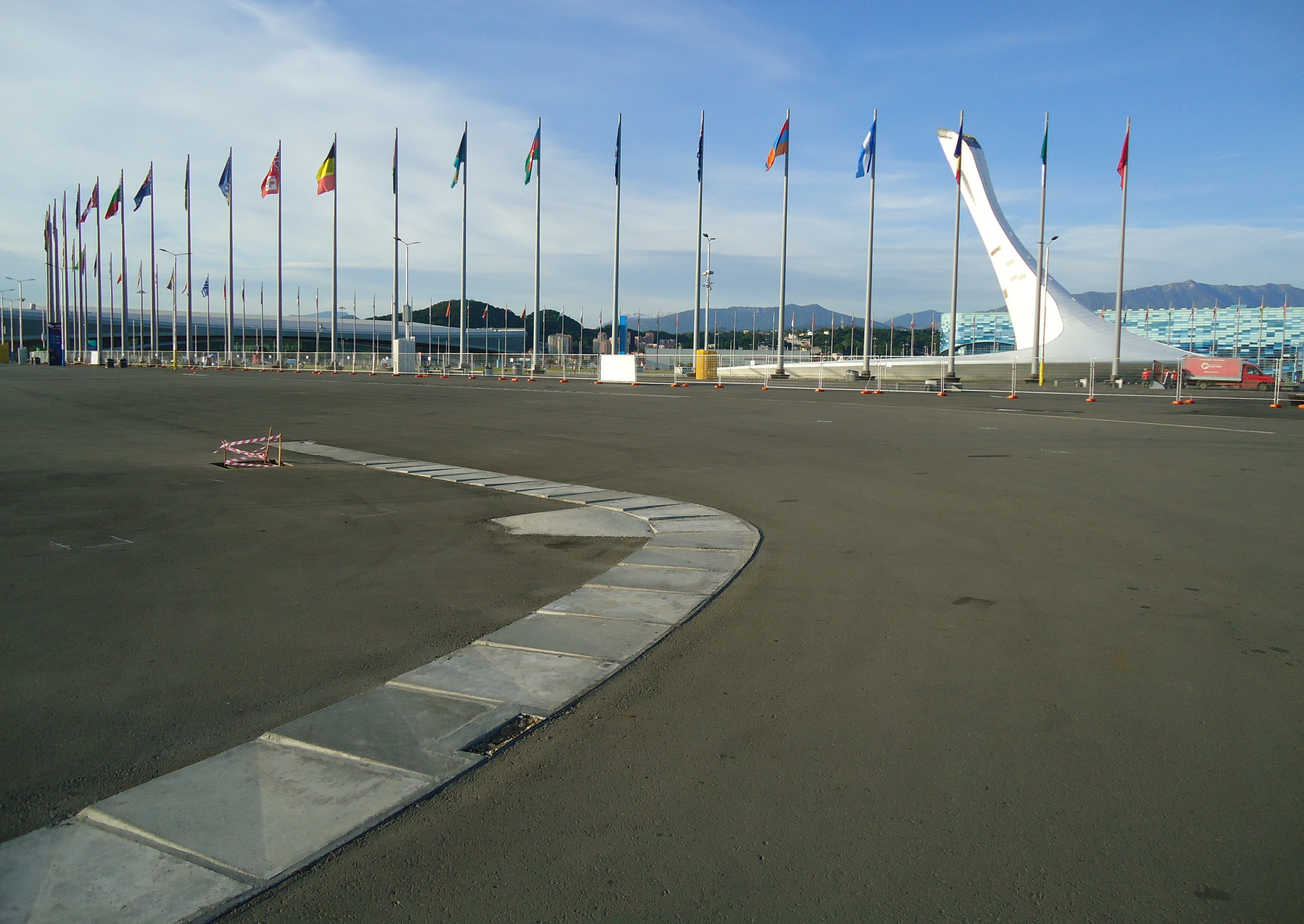
La piste de l'Autodrome de Sotchi serpente entre les installations du parc olympique.

Les événements qui ne faisaient pas partie du championnat du monde de Formule 1 sont indiqués par un fond rose.
| Année     | Vainqueur       | Écurie    | Circuit           | Résultats |
| --------- | --------------- | --------- | ----------------- | --------- |
| 1913,     | Georgy Suvorin  | Benz      | Saint-Pétersbourg | Résultats |
| 1914      | Willy Scholl    | Benz      | Saint-Pétersbourg | Résultats |
| 1915-2013 | Non couru       | Non couru | Non couru         | Non couru |
| 2014      | Lewis Hamilton  | Mercedes  | Sotchi            | Résultats |
| 2015      | Lewis Hamilton  | Mercedes  | Sotchi            | Résultats |
| 2016      | Nico Rosberg    | Mercedes  | Sotchi            | Résultats |
| 2017      | Valtteri Bottas | Mercedes  | Sotchi            | Résultats |
| 2018      | Lewis Hamilton  | Mercedes  | Sotchi            | Résultats |
| 2019      | Lewis Hamilton  | Mercedes  | Sotchi            | Résultats |
| 2020      | Valtteri Bottas | Mercedes  | Sotchi            | Résultats |
| 2021      | Lewis Hamilton  | Mercedes  | Sotchi            | Résultats |

En dix éditions, le constructeur automobile Mercedes (et son prédécesseur, l'entreprise Benz & Cie) a remporté l’intégralité des courses.

### Classement des pilotes par nombre de victoires
| Nombre de victoires | Pilote          | Années                             |
| ------------------- | --------------- | ---------------------------------- |
| 5 victoires         | Lewis Hamilton  | - 2014 - 2015 - 2018 - 2019 - 2021 |
| 2 victoires         | Valtteri Bottas | - 2017 - 2020                      |
| 1 victoire          | Nico Rosberg    | 2016                               |
| 1 victoire          | Willy Scholl    | 1914                               |
| 1 victoire          | Georgy Suvorin  | 1913                               |

## Faits marquants
- Grand Prix de Russie 2014 : la première édition du Grand Prix de Russie se dispute une semaine après le grave accident de Jules Bianchi à Suzuka. Avant le départ, tous les pilotes se rassemblent en soutien au pilote français qui est toujours dans le coma. La course est remportée par Lewis Hamilton. Son coéquipier Nico Rosberg, qui a endommagé ses pneus sur un freinage raté dès le premier virage le contraignant à les faire changer dès la fin du premier tour, remonte jusqu'en deuxième position. Grâce à ce doublé, l'écurie Mercedes remporte son premier titre de champion du monde des constructeurs.
- Grand Prix de Russie 2015 : grâce à sa victoire et à l'abandon de Nico Rosberg, Lewis Hamilton se rapproche de son troisième titre mondial. La course est marquée par la lutte pour la troisième place : longtemps troisième, Sergio Pérez est dépassé par les Finlandais Valtteri Bottas et Kimi Räikkönen. À l'entrée du dernier tour, Räikkönen tente de dépasser son compatriote mais ils s'accrochent, provoquant l'abandon de Bottas. Après cet accrochage, Pérez repasse Räikkönen, dont la Ferrari est endommagée, et finit troisième. Après la course, Räikkönen, jugé responsable de l'accrochage, reçoit une pénalité en temps qui le fait reculer au classement, permettant à l'écurie Mercedes de s'assurer son deuxième titre mondial des constructeurs consécutif.
- Grand Prix de Russie 2017 : malgré la présence des Ferrari en première ligne, Valtteri Bottas prend la tête après le départ et remporte sa première victoire en Formule 1.
- Grand Prix de Russie 2018 : alors que Valtteri Bottas mène le Grand Prix, Mercedes lui demande de laisser passer son coéquipier Lewis Hamilton pour s'assurer du titre pilote face à Sebastian Vettel.
- Grand Prix de Russie 2021 : Lando Norris réalise sa première pole position en Formule 1. Longtemps en tête de la course, il est proche de son premier triomphe, lorsque, à cinq tours du but, la pluie commence à tomber. Alors que Lewis Hamilton et plusieurs pilotes rentrent aux stands chausser des pneus intermédiaires, il reste en piste et ne termine que septième. Lewis Hamilton remporte sa centième victoire et Max Verstappen, son concurrent au titre, termine deuxième après s'être élancé de la dernière place sur la grille de départ.